# Quatuor Barylli
Le Quatuor Barylli (Barylli Quartet) était un célèbre quatuor à cordes, ensemble musical autrichien. Il a d'abord été réuni à Vienne, pendant la guerre par Walter Barylli, Konzertmeister de l'Orchestre philharmonique de Vienne dès 1939, mais l'ensemble a été refondé en 1945. La nouvelle formation n'est réellement apparue en concert public qu'entre 1951 et 1960, période où le Quatuor Barylli était le quatuor à cordes « maison » au Musikverein de Vienne.
Le quatuor est dissous en 1960, lorsque Barylli cesse de jouer. Les membres restants fondant avec Willi Boskovsky le Quatuor Philharmonique de Vienne.

## Membres
- 1er violon – Walter Barylli
- 2e violon – Otto Strasser
- Alto – Rudolf Streng
- Violoncelle – Richard Krotschak, Emanuel Brabec

Beaucoup d'enregistrements Westminster sont effectués avec Krotschak, mais le concert de Salzbourg en 1958, l'est avec Brabec.

## Origines
Walter Barylli (né à Vienne en 1921) étudie à Vienne à l'Académie de musique avec le Konzertmeister de l'Orchestre philharmonique, Franz Mairecker et à Munich avec Florizel von Reuter. En 1936 Barylli donne son premier concert en tant que soliste, à Munich et grave son premier disque à Berlin. Pendant deux ans, il déploie une carrière internationale de soliste, mais réalisant la difficulté des voyages dans une carrière de soliste dans la tourmente de la fin des années 1930, il gagne plutôt une place à l'Orchestre philharmonique de Vienne, dont il est le Konzertmeister en 1939. Le quatuor a d'abord été formé à partir des principaux membres de l'orchestre philharmonique de Vienne, au cours de la guerre. Il a ensuite été réformé en 1945, mais l'ensemble ne se produit en public principalement dans la période 1951-1960.
Étroitement associé avec le Musikverein de Vienne, leur travail a principalement promu le répertoire classique tels que Beethoven, Mozart, Schubert, Schumann et Brahms. Ils ont donné de nombreux concerts en Europe et au-delà. Parmi leurs divers enregistrements, figurent un cycle Beethoven pour le label Westminster et un quasi intégral de Mozart. Ils ont joué au Festival de Salzbourg, dont il reste au moins deux concerts enregistrés : à partir de 1956, Quintette de Mozart, avec Antoine de Bavier et 1958, dans Beethoven, Schubert et Hindemith. Leurs principales collaborations dans la musique de chambre ont été avec Antoine de Bavier, Edith Farnadi, Jörg Demus, Paul Badura-Skoda et l'altiste Guillaume Hübner.
Emanuel Brabec, le violoncelliste du groupe en 1958, a enseigné à l'Academie de Vienne et a été le professeur de Nikolaus Harnoncourt.